# Europäisches Alpenveilchen
Das Europäische Alpenveilchen (Cyclamen purpurascens; Synonym: Cyclamen europaeum), auch Wildes Alpenveilchen, Zyklame (von gleichbedeutend lateinisch Cyclamen), Erdscheibe oder Erdbrot sowie kurz Alpenveilchen genannt, ist eine Pflanzenart aus der Gattung der Alpenveilchen (Cyclamen).

## Beschreibung

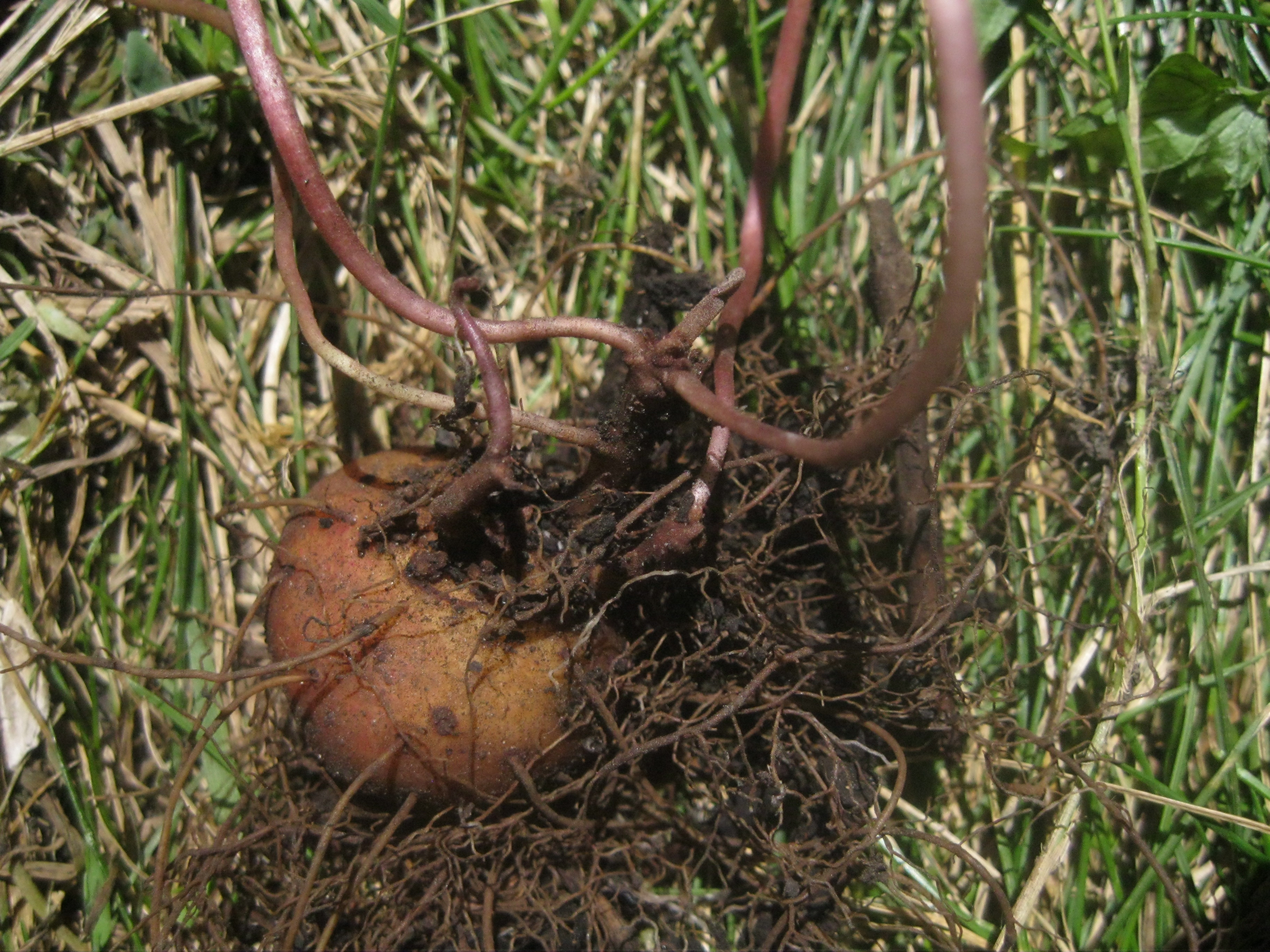
Unterirdische Pflanzenteile

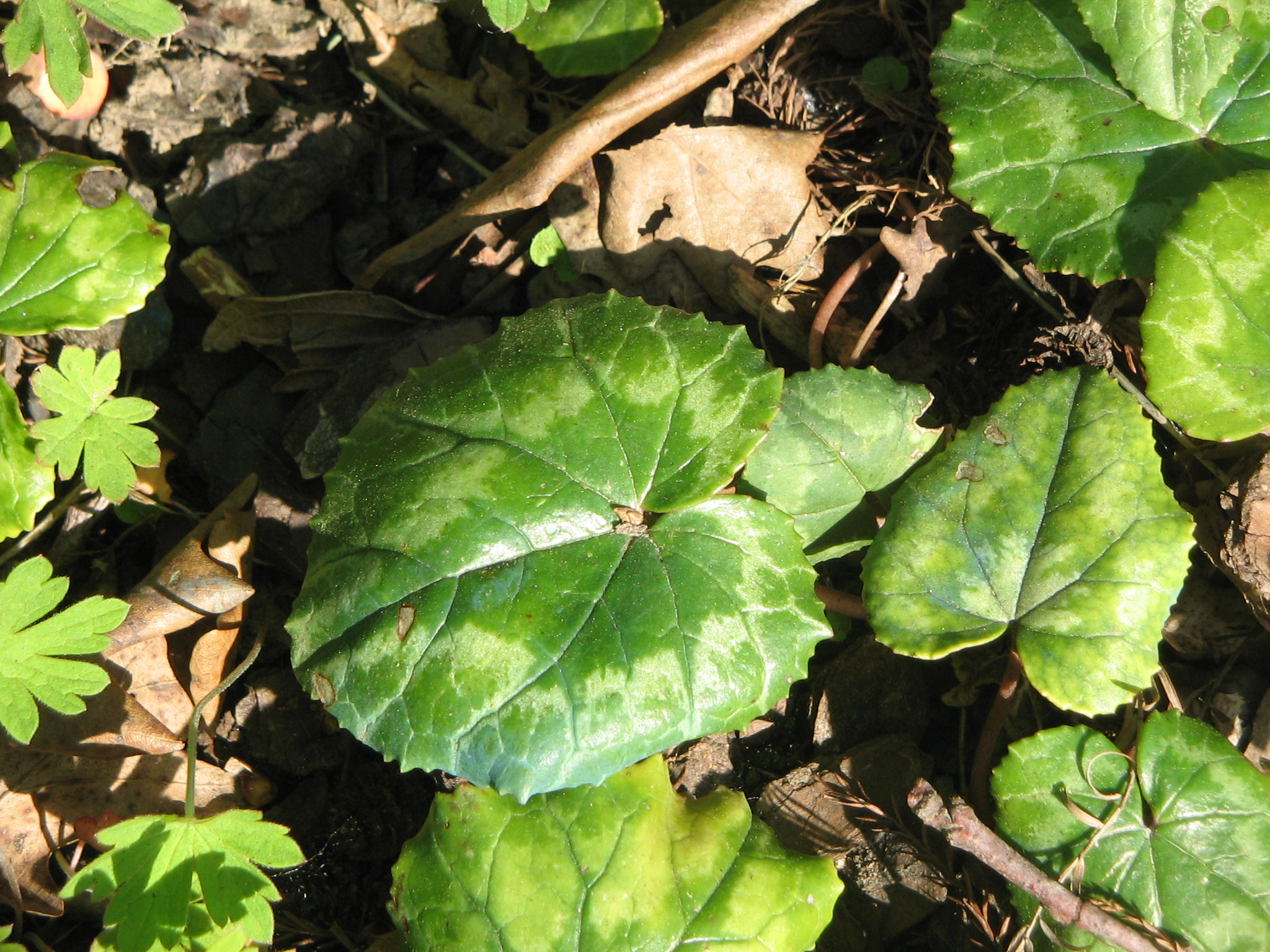
Laubblätter

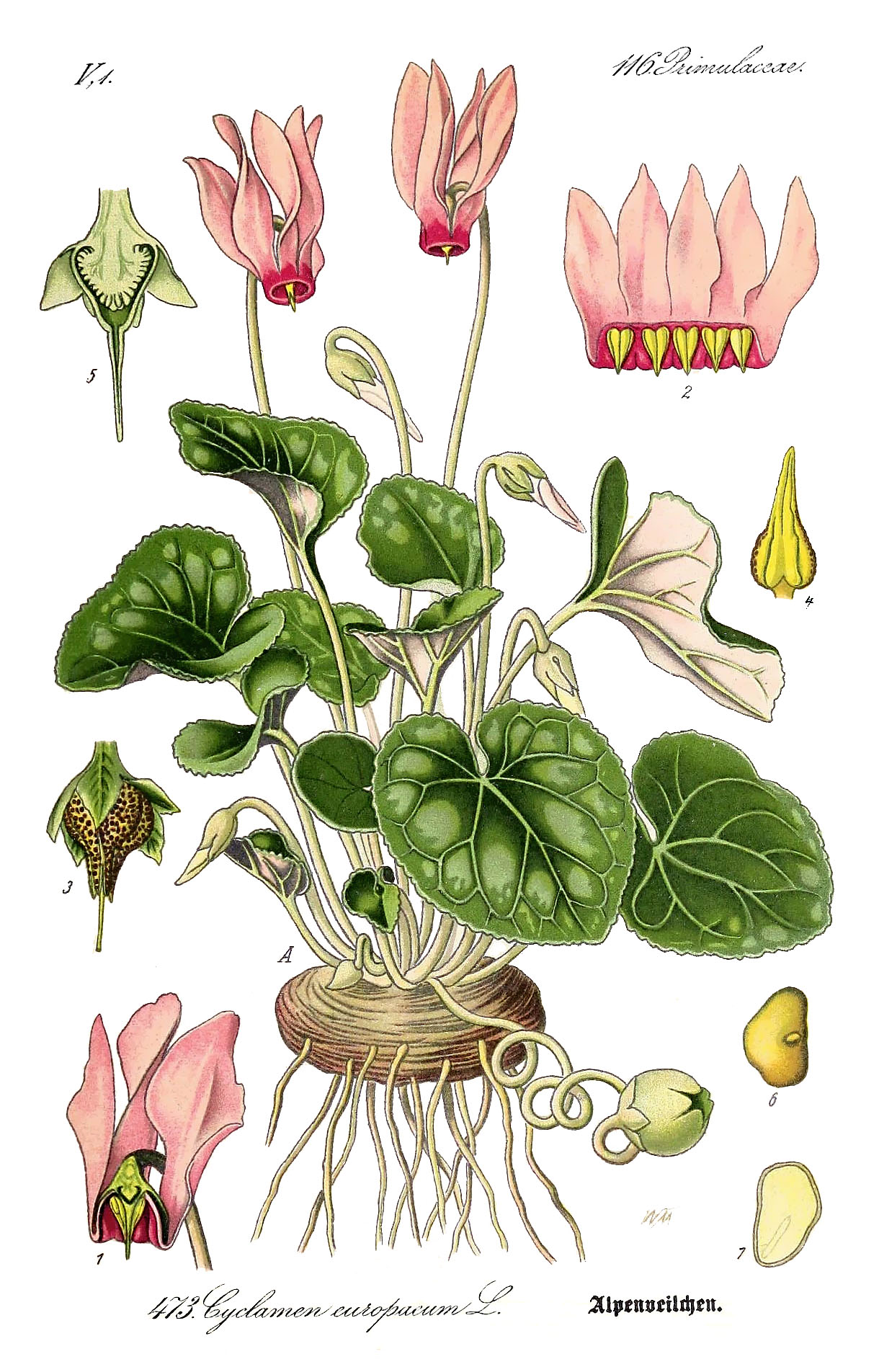
Illustration

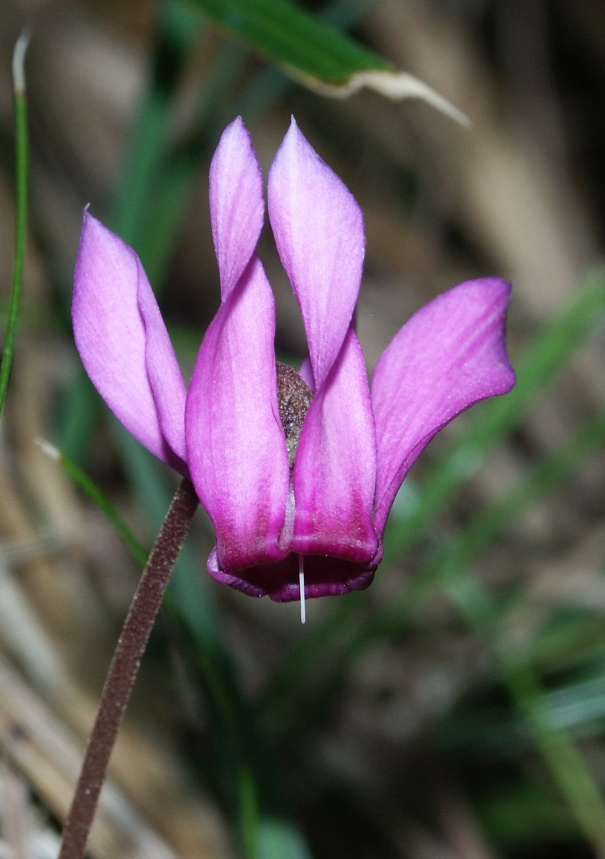
Blüte

### Vegetative Merkmale
Das Europäische Alpenveilchen ist eine teilweise immergrüne, ausdauernde krautige Pflanze, die Wuchshöhen von 5 bis 15 Zentimetern erreicht. Es besitzt eine im Boden liegende, scheibenförmig abgeplattete Knolle als Überdauerungsorgan. Die Knolle bildet sich allein durch eine Verdickung des Hypokotyls, des Sprossachsenbereichs zwischen Wurzelhals und erstem Keimblatt und wird deshalb „Hypokotylknolle“ genannt.
Die grundständigen Laubblätter sind in Blattstiel und Blattspreite gegliedert. Der behaarte Blattstiel ist relativ lang. Die einfach, fast ganzrandige oder schwach gezähnte Blattspreite besitzt eine nieren- bis herzförmige Form mit gerundeten Blattlappen. Die Oberseite der Blattspreite ist meist dunkelgrün mit helleren Flecken und Streifen, die Unterseite rötlich. Absterben und Neuaustrieb der Blätter erfolgen mehr oder weniger zeitgleich.

### Generative Merkmale

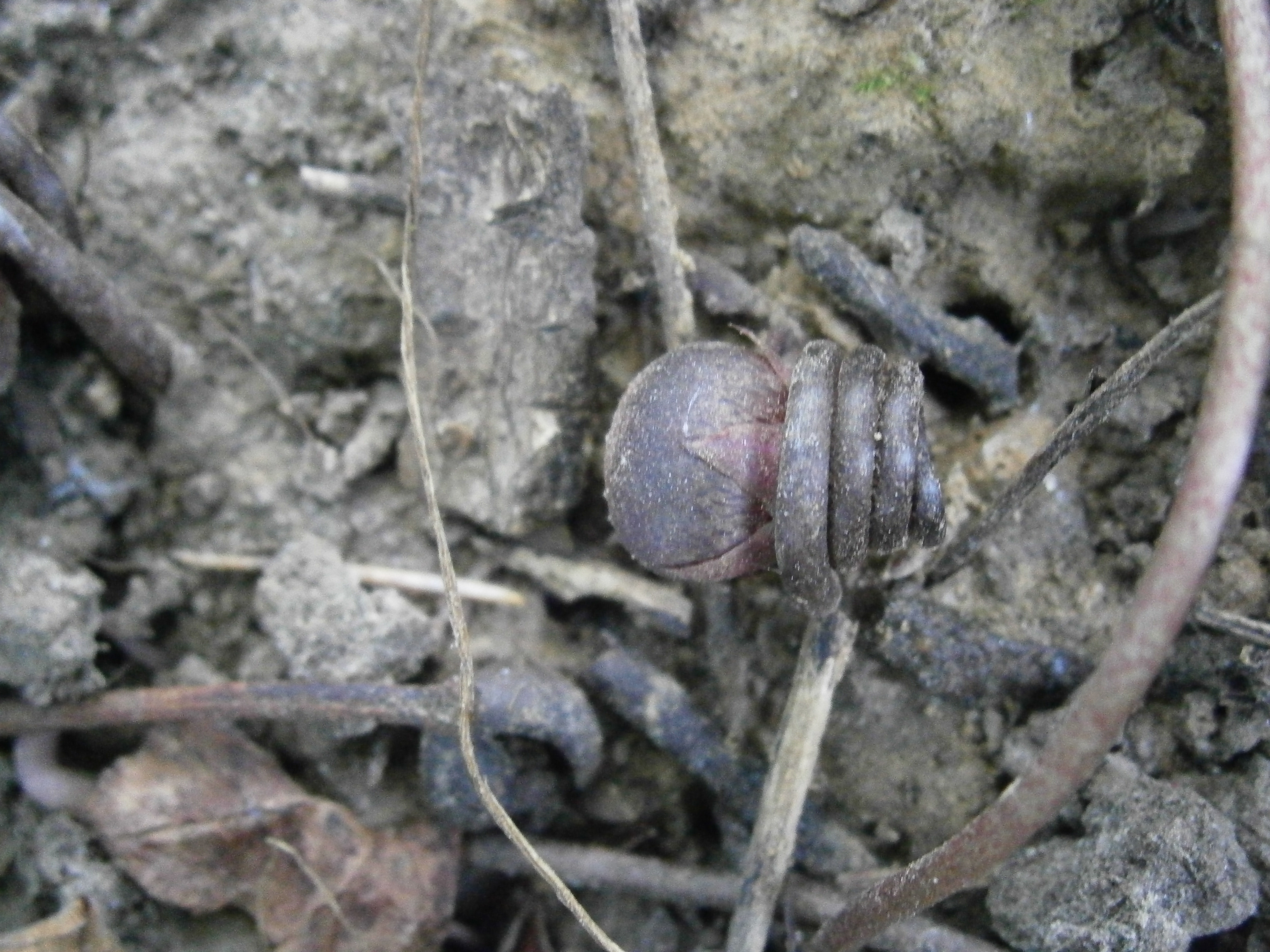
Kapselfrucht mit eingerollten Stiel

Die Blüten stehen einzeln nickend an einem langen, behaarten Stiel, der zur Fruchtzeit spiralig eingerollt ist. Die durch wohlriechende ätherische Öle duftenden, zwittrigen Blüten sind fünfzählig mit doppelter Blütenhülle. Die behaarten Kelchblätter sind eiförmig und gezähnt. Die Krone ist karminrot, am Schlundeingang zur 4 bis 8 Millimeter langen Röhre dunkler rot, mit 15 bis 25 Millimeter langen, zurückgeschlagenen Kronzipfeln. Der Schlund der Krone beträgt 6 bis 10 Millimeter im Durchmesser. Die Antheren sind dreieckig, fast ungestielt, auf dem Rücken schwach warzig und gelb mit violettem Mittelstreif. Der Griffel ragt gar nicht oder höchstens 2 Millimeter aus dem Kronschlund hervor.
Blütezeit: Juli bis September.
Die Kapselfrucht ist kugelig, hat 9 Millimeter Durchmesser und ist zweimal so lang wie der Kelch.

### Chromosomenzahl
Die Chromosomenzahl beträgt 2n = 34.

### Giftwirkung
Die Knolle ist durch Triterpensaponine, u. a. (Cyclamin) stark giftig. Für den Menschen können schon 0,3 g der Knolle toxisch sein, höhere Dosen können schließlich zum Tod durch Atemlähmung führen. Tiere reagieren unterschiedlich auf die Droge. Schweine sind weniger empfindlich, bei Fischen rufen schon geringste Dosen Bewusstlosigkeit hervor. Sie besitzt mit 390000 den höchsten bisher gemessenen hämolytischen Index. Das heißt, dass 1 g Droge aufgelöst in einem Volumen bis zu 390 l eine lytische Aktivität von roten Blutkörperchen aufweist.

## Ökologie
Das Europäische Alpenveilchen ist ein Knollen-Geophyt mit Hypokotylknolle. Ausgegrabene Knollen können auch ohne Erde und Wasser austreiben. Die Blütenstiele besitzen fast kein Festigungsgewebe und stehen daher nur bei optimaler Wasserversorgung aufrecht. Vegetative Vermehrung ist durch kurze Ausläufer möglich.
Die Blütezeit reicht von Juni bis September. Blütenökologisch handelt es sich um vormännliche „Glockenblumen mit Streukegel“. Sie bieten keinen Nektar an. Sie besitzen zwar zuckerreiches, anbohrbares Gewebe, das jedoch aller Wahrscheinlichkeit nach keine ökologische Funktion innehat. Die Bestäubung erfolgt durch Hummeln, auch Selbstbestäubung ist möglich.
Die kugelige Kapselfrucht öffnet sich klappig am oberen Ende. Das Europäische Alpenveilchen ist ein Selbstaussäer. Die Fruchtstiele sind spiralig gedreht und bei der Reife niederliegend. Die Früchte öffnen sich im Juli bis August des Folgejahres. Gewöhnlich sind sie dann von Laub bedeckt, was für die Samen als Dunkelkeimer die Keimung begünstigt. Die Samen besitzen einen Ölkörper, ein Elaiosom, womit die Ausbreitung durch Ameisen unterstützt wird.

## Vorkommen und Gefährdung

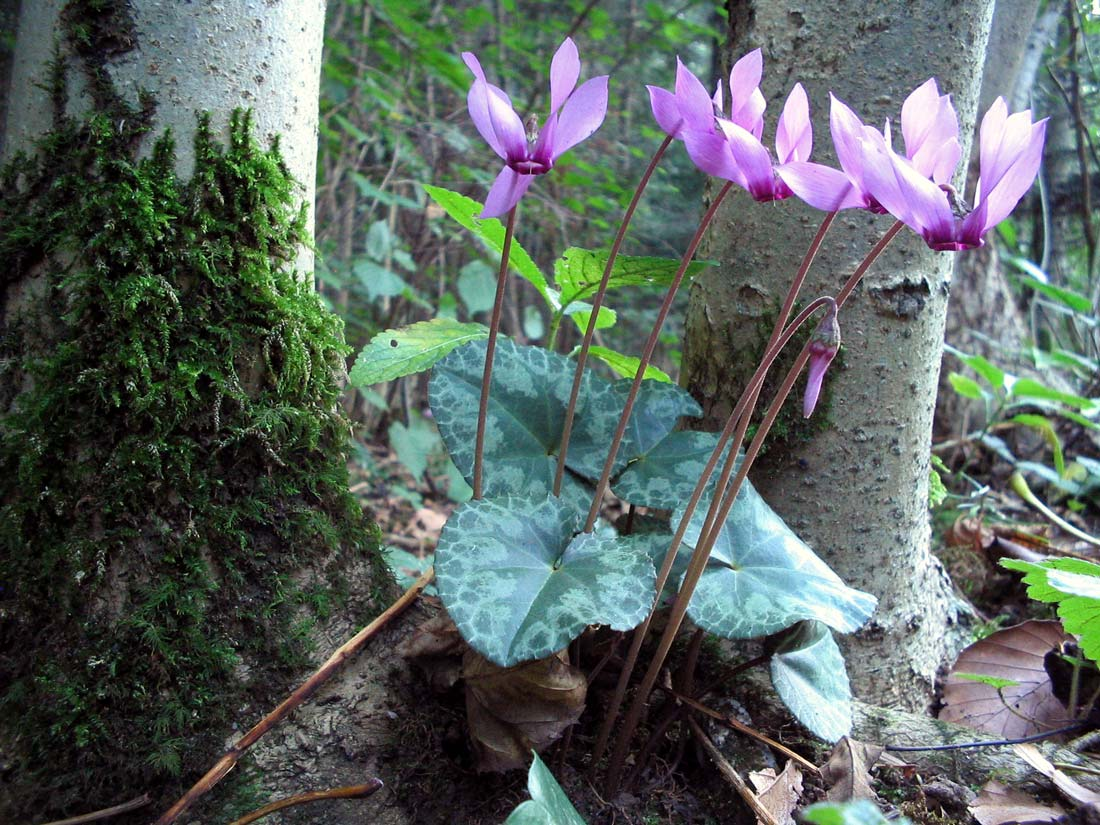
Habitus, Laubblätter und Blüten (Steyr in Oberösterreich)

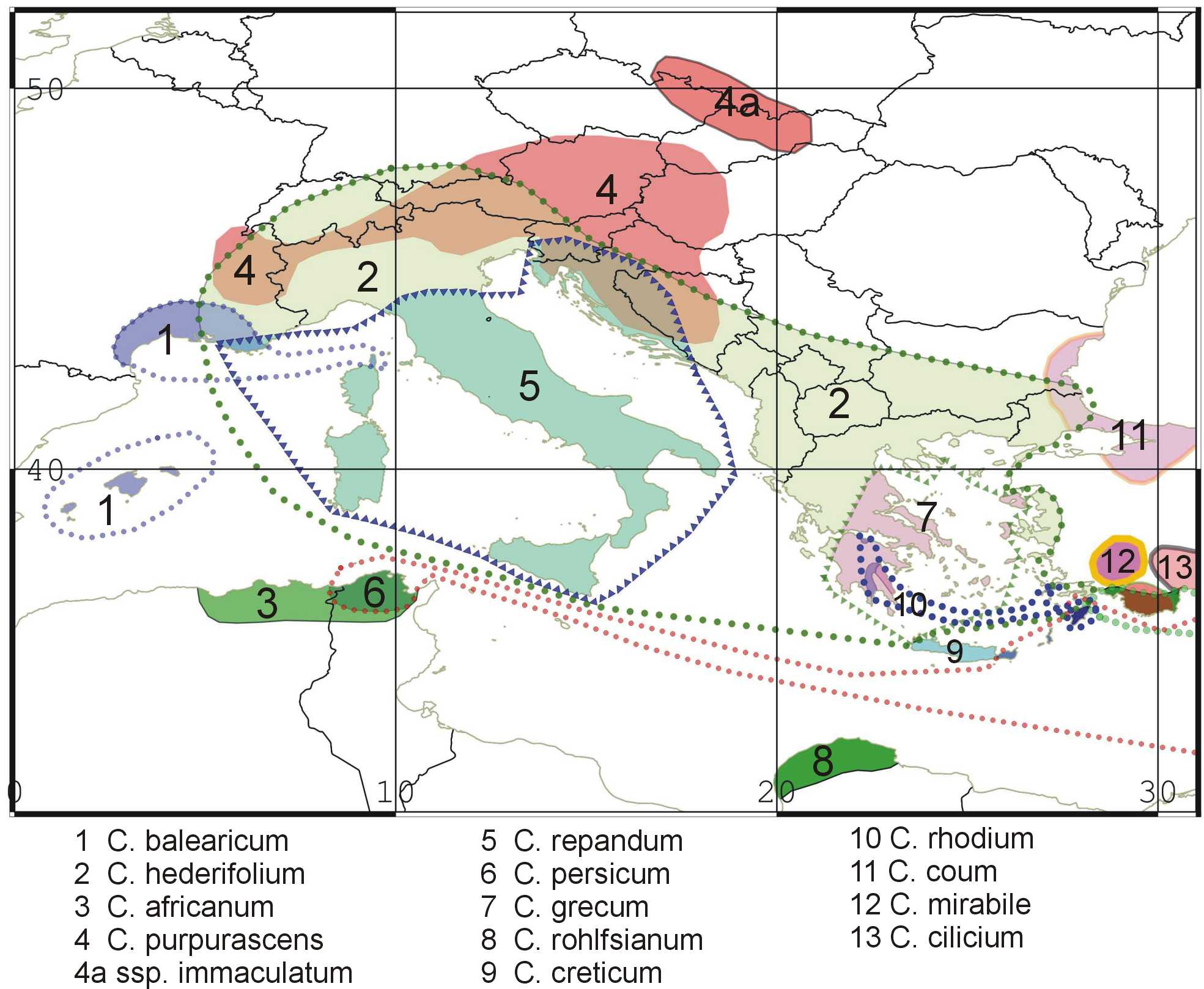
Karte der natürlichen Verbreitung der Gattung Cyclamen in Europa, Asien und Afrika. (Grundlage: Angaben in Wikipediaartikeln und auf „cyclamen.org“).

Das Europäische Alpenveilchen kommt in den Südalpen, Ostalpen bis zum Balkan vor.
In Österreich tritt das Europäische Alpenveilchen häufig bis zerstreut in allen Bundesländern auf. In Deutschland wächst es wild im Südosten Bayerns in den Berchtesgadener Alpen, am Inn und an der Donau zwischen Passau und Jochenstein. Weitere Vorkommen im Alpenvorland westlich bis zum Lech sind größtenteils erloschen. Wahrscheinlich bis sicher nicht einheimisch tritt das Europäische Alpenveilchen in der Fränkischen Alb vor allem im Altmühltal und in der Fränkischen Schweiz auf. Ein kleiner Bestand in der Hersbrucker Schweiz wurde wahrscheinlich ursprünglich von Carl Wenglein eingeführt und konnte sich dann ohne weitere Pflegemaßnahmen etablieren. Weitere Vorkommen in anderen Gebieten sind auf Gartenflüchtlinge zurückzuführen.
Es gedeiht am besten auf kalkhaltigen Böden an schattigen Standorten und Mischwäldern von der Tallage bis in Höhenlagen von 2000 Metern. Die Höhe von 1950 Metern wird am Gipfel des Cima del Palu in Judikarien erreicht, im Gebiet des Krn in Slowenien steigt es sogar über 2000 Meter. Es kommt in Mitteleuropa besonders in der Assoziation Seggen-Buchenwald (Carici-Fagetum) im Unterverband der Orchideen-Buchenwälder (Cephalanthero-Fagenion) vor. Die Assoziation charakterisiert ein submontaner artenreicher Laubwald, in dem der Rotbuche als dominante Art Traubeneiche, Echte Mehlbeere und Waldkiefer beigemischt sind. Kennarten sind die Orchideen Weißes und Rotes Waldvöglein sowie die Kleinblättrige Stendelwurz. Auch in Gesellschaften des Unterverbands Alpenheckenkirschen-Buchen- und Buchen-Tannenwälder (Lonicero Alpigenae-Fagenion), des Verbands Schneeheide-Kiefernwälder (Erico-Pinion) oder der Ordnung Wärmeliebende Eichenmischwälder (Quercetalia pubescentis) kommt das Wilde Alpenveilchen vor.
Die ökologischen Zeigerwerte nach Landolt et al. 2010 sind in der Schweiz: Feuchtezahl F = 3 (mäßig feucht), Lichtzahl L = 2 (schattig), Reaktionszahl R = 4 (neutral bis basisch), Temperaturzahl T = 4 (kollin), Nährstoffzahl N = 3 (mäßig nährstoffarm bis mäßig nährstoffreich), Kontinentalitätszahl K = 4 (subkontinental).
Das Wilde Alpenveilchen wird in der Roten Liste Bayerns als „gefährdet“ eingestuft und ist nach der Bundesartenschutzverordnung besonders geschützt.

## Taxonomie
Die Erstveröffentlichung von Cyclamen purpurascens erfolgte 1768 durch Philip Miller. Synonyme für Cyclamen purpurascens Mill. sind: Cyclamen europaeum Boissier non L., Cyclamen fatrense Halda & Soják. Das Artepitheton purpurascens bedeutet „sich allmählich purpurn färbend“.

## Nutzung

### Zierpflanze
Als Zierpflanze wird das Europäische Alpenveilchen gelegentlich im Steingarten und an Rändern von Gehölzen angepflanzt. Es benötigt kalkhaltige Böden und einen halbschattigen Standort.
Verwechslungsmöglichkeit: Bei den als Topfpflanzen verwendeten Alpenveilchen handelt es sich um Sorten des Zimmer-Alpenveilchens (Cyclamen persicum), einer Pflanzenart, die in Griechenland, der Türkei, Zypern und im westlichen Syrien beheimatet ist.

### Heilpflanze
Madaus stellt fest, dass seit der Antike immer nur der Wurzelstock mit Wurzeln, bei Plinius „tuber terrae“ genannt, als Heilmittel gebraucht wurde, der auch getrocknet seine Wirkung behält. Ernte ist im Herbst. Bei Hippokrates ist Cyclamen ein Uterusmittel, Dioscurides nennt es als Emmenagogum und Abortivum, bei Schlangenbiss, Augenleiden, Gicht, Milzleiden und Darmvorfall. Das Mittelalter nutzte die Knolle in Salben zu Einreibungen oder als Pulver auf Geschwüre, geschnitten auf Strumata gelegt. Paracelsus gab Cyclamen als „Wundtrank“ und „gutes Laxativum durch die Poren“. Lonicerus lobt es als uterusreinigend, emmenagog, bei Aszites und Milzverstopfung, das Pulver für Fisteln und alte Wunden. Veleslavin nennt es 1596 bei Nasenbluten und unregelmäßiger Menstruation. Laut Matthiolus hilft es bei Ikterus, treibt „zähe Feuchtigkeit“ aus, schon auf den Bauch gestrichen purgiere es oder treibe gar ab. Auch bei Weinmann treibt es Schleim, Wasser, Monatsblut und Frucht aus, reinigt aber auch Gefäße und Nasenwege, hilft bei Ikterus, bei Sehstörungen und bei Verrenkungen. Nach von Haller zerteilt es hartnäckige Geschwüre. Leclerc gab bei Ohrensausen zwei bis drei Mal täglich fünf Tropfen Tinktur. Haehl empfahl es bei Hemikranie mit Menstruationsstörung und Schwäche, Wurmb habe ein Schielen damit geheilt.

### Cyklamen-Tollköder
Die betäubende Wirkung auf Fische (s. o.) des Alpenveilchens ist seit der Antike, etwa bei Oppian in seinem Lehrgedicht Halieutika, bekannt und wurde für sogenannte Tollköder zum Fischfang eingesetzt, so auch beschrieben in einem 1570 erschienenen Kompendium für Jagd-, Vogel- und Fischfang von Conrad Heresbach.

## Trivialnamen
Für das Europäische Alpenveilchen bzw. seine Wurzelstockknolle bestehen bzw. bestanden auch die weiteren deutschsprachigen Trivialnamen: Cichlamme (althochdeutsch), Ciglämli (Berner Oberland), Dorrübl (Tirol), Dorr-Rübel (Tirol), Erdapfel, Erdnabel, Erdrübe, Erdscheiben, Erdwick, Erdwort (mittelniederdeutsch), Erdwurz (mittelhochdeutsch), Ertnoz (mittelniederdeutsch), Färkensbrod, Gätziäpfel (St. Gallen bei Sargans), Gaisrüben (Kärnten), Haselwörzli (St. Gallen bei Sargans), Hasenöhrli (Bern, St. Gallen, Uri, Schweiz), Hasenohr (St. Gallen), Herdepheln (althochdeutsch), Pagatzen (Graubünden), Saubrot (Kärnten), Schucke (Sachsen), Schweinebrot (von lateinisch panis porcinus, die Wurzelstockknolle bezeichnend), Schweinkraut (mittelhochdeutsch), Schweinsbrot, Schwimkraut (mittelhochdeutsch), Seubrot, Suwbrot, Sweinkraut, Swineskrut (mittelniederdeutsch), Swinkrut (mittelniederdeutsch), Swinwurzelkrut (mittelniederdeutsch), Teufelsauge (Österreich) und Waldrüben.

## Geschichte

### Historische Abbildungen

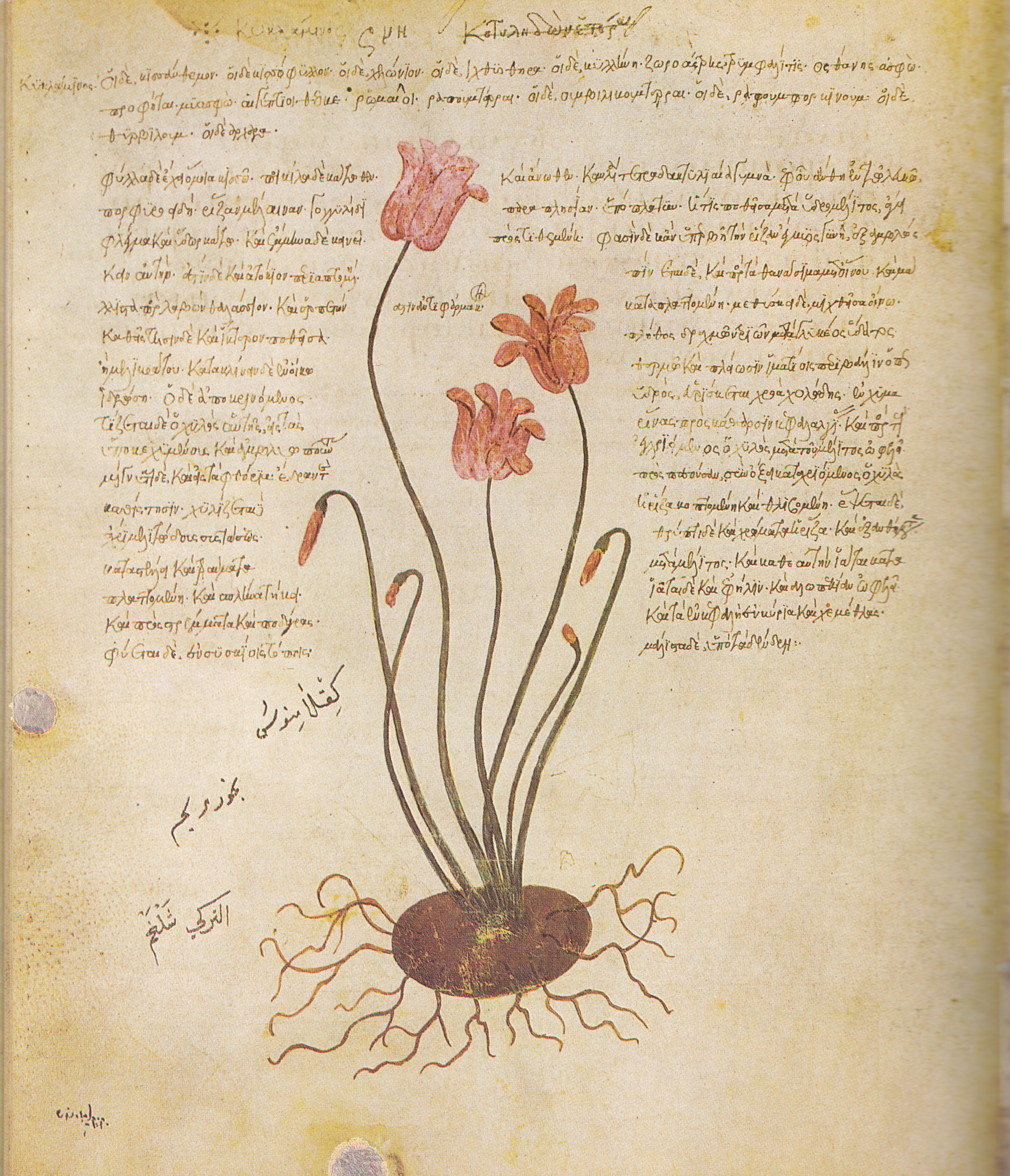
Wiener Dioskurides 6. Jahrhundert
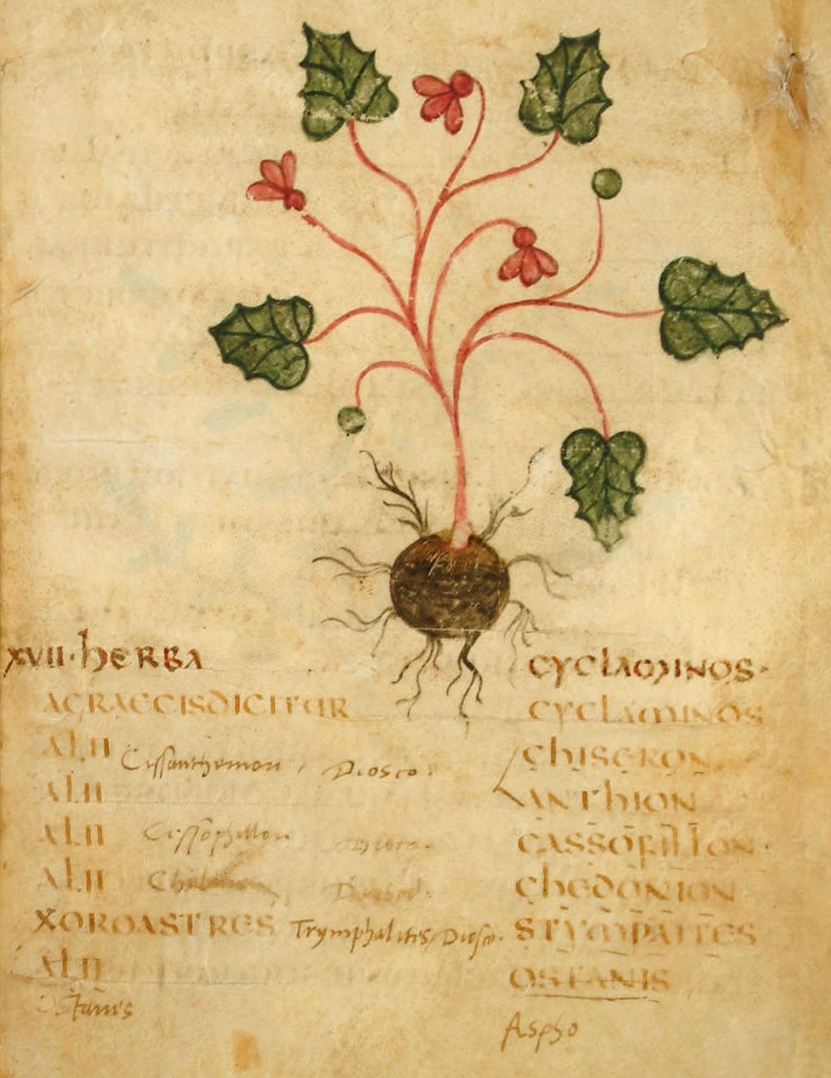
Pseudo-Apuleius Leiden 6. Jahrhundert
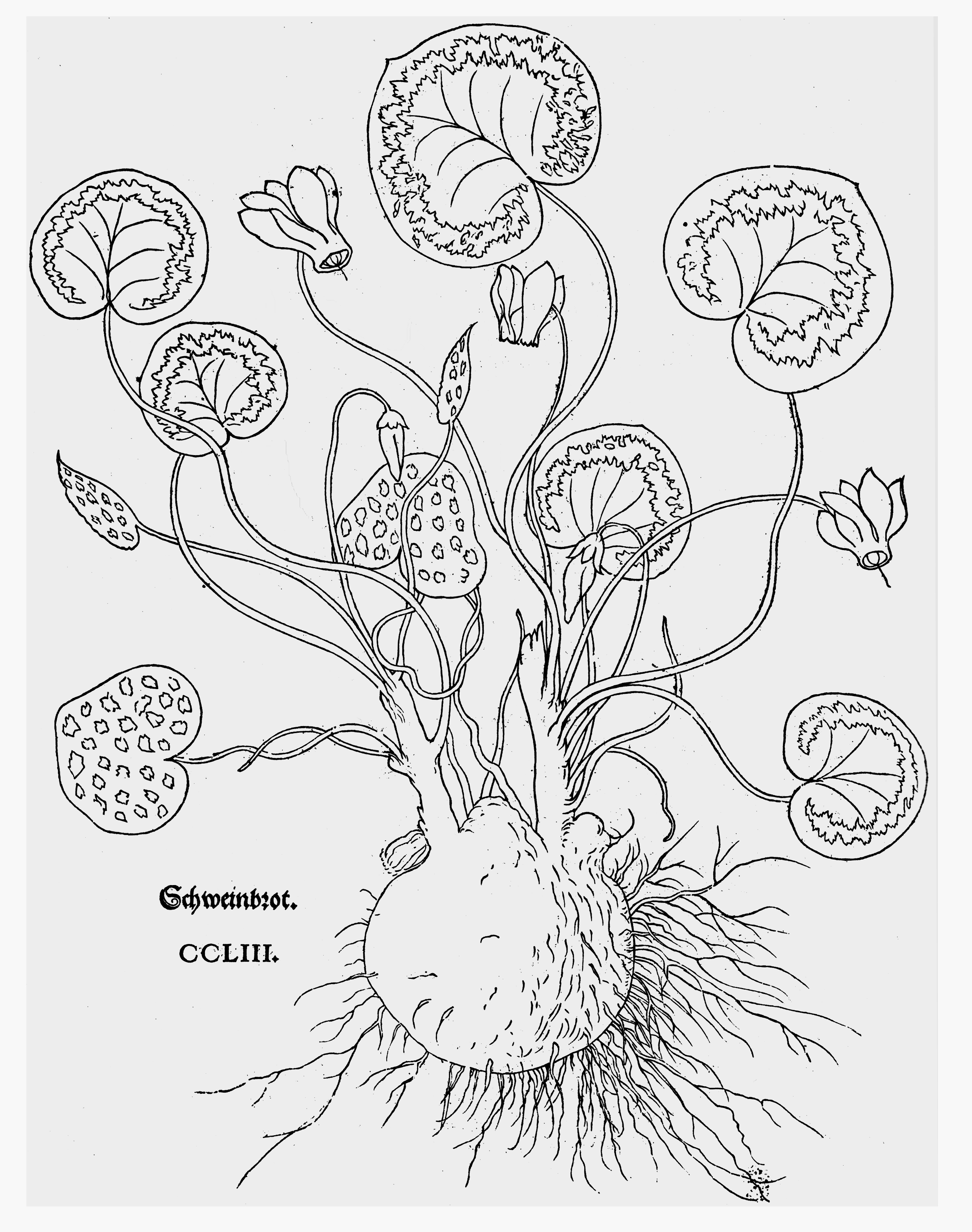
Leonhart Fuchs 1543
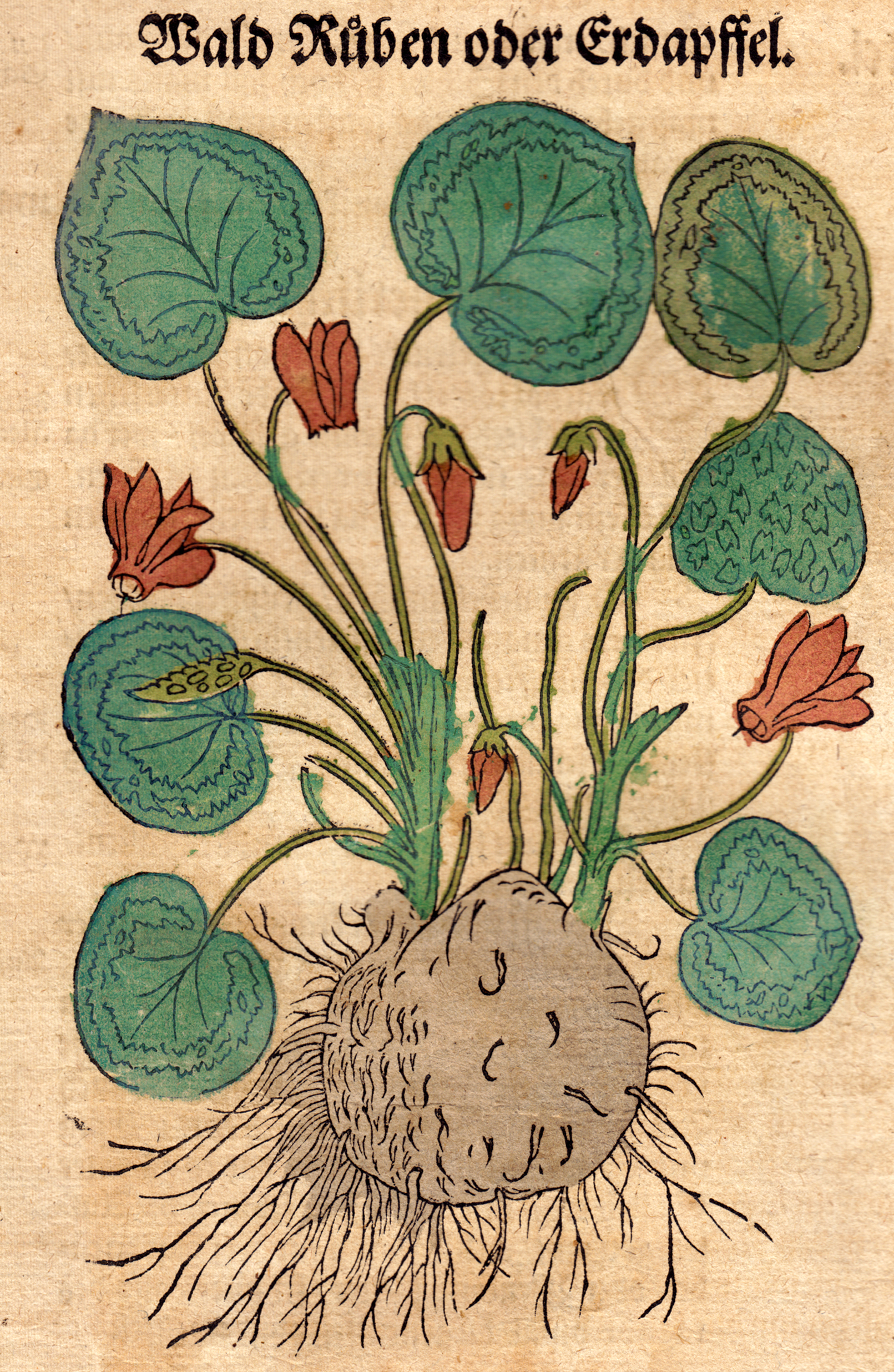
Hieronymus Bock 1546
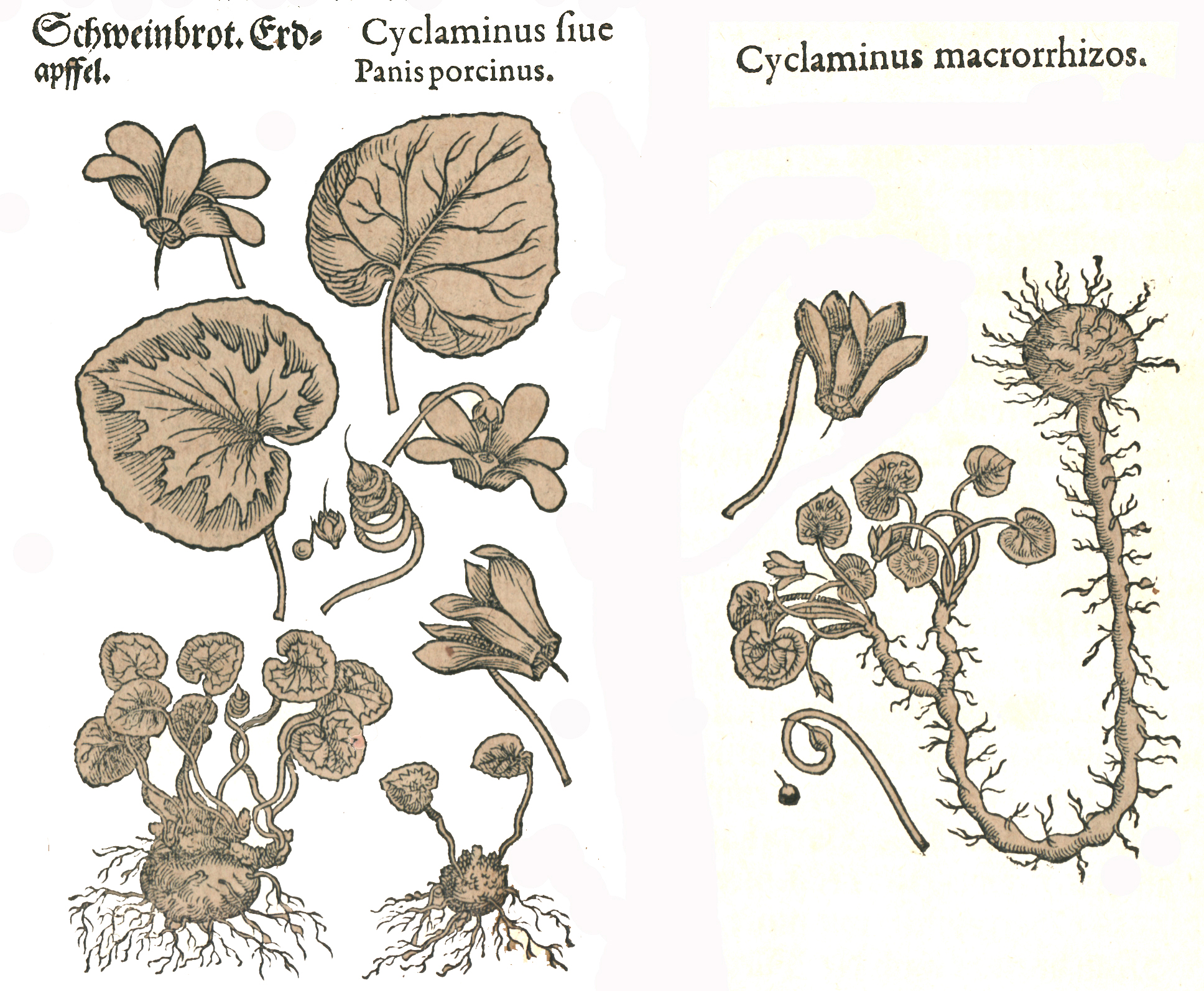
Mattioli / Handsch / Camerarius 1586